# Atelier Carpeaux
L'atelier Carpeaux est un édifice de style pré-Art nouveau, située au 39, boulevard Exelmans à Paris, construit à une date inconnue, remanié par l'architecte Édouard Lewicki en 1888, rehaussé par Hector Guimard en 1895, puis remanié par Paul Harant en 1914.

## Historique et situation
Le sculpteur Jean-Baptiste Carpeaux (1827-1875) travailla dans un autre atelier au no 25 du même boulevard. Construit à une date inconnue, l'atelier du 39 fut remanié en 1888 par Édouard Lewicki, puis la veuve du sculpteur commanda la surélévation du bâtiment à Hector Guimard, qui la réalisa en 1895 en ajoutant les statues en façade. Elle y meurt en 1908. Enfin, Paul Harant remania de nouveau l'atelier en 1914.
Ce site est desservi par la ligne 9 à la station de métro Exelmans.

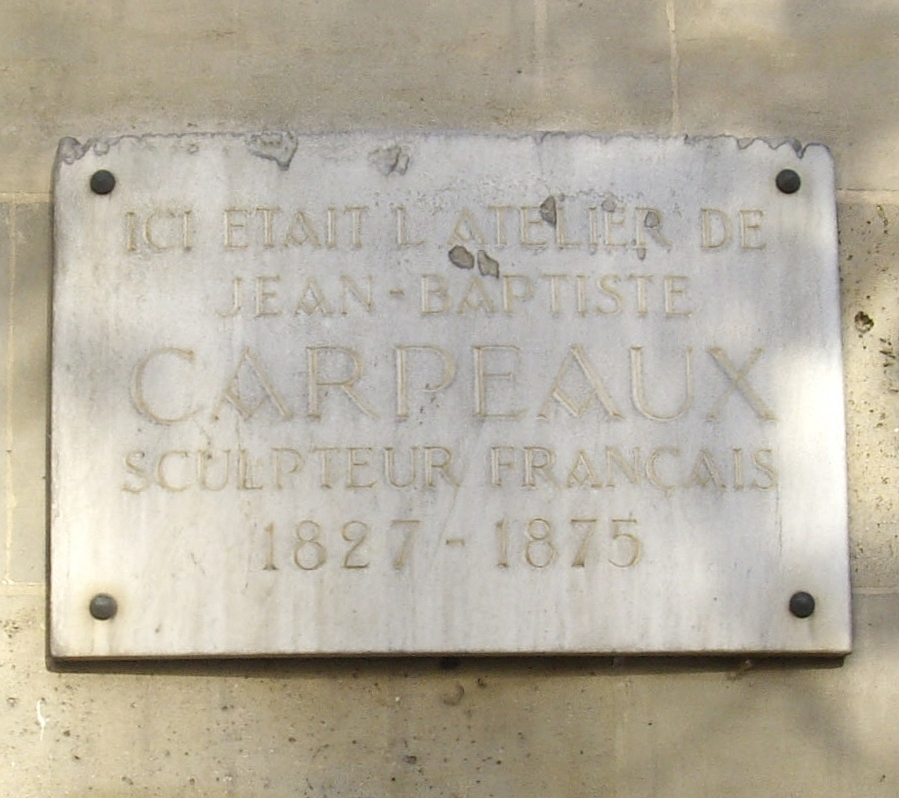
Plaque commémorative sur la façade.

## Description
La façade de cette réalisation de style pré-Art nouveau est symétrique et d'une grande sobriété quant au choix des matériaux.
Les deux premiers niveaux sont bâtis en pierre de taille et seules les deux logettes comprenant les œuvres de Carpeaux — les statues de la Flore accroupie et du Pêcheur à la coquille — égaient le deuxième niveau de l'édifice. Hector Guimard date et signe le bâtiment sur la partie supérieure droite du rez-de-chaussée. Son style se retrouve dans son rajout du deuxième étage, celui de l'atelier proprement dit. Les huit baies peintes en bleu de l'atelier sont entourées de briques rouges et surmontées d'une frise en grès décorée par douze paires de cercles. Les baies sont séparées en leur centre par deux petits modillons en bois sculpté.
Un bandeau de pierre de taille ainsi qu'une rangée de briques sur champs parachèvent la façade.

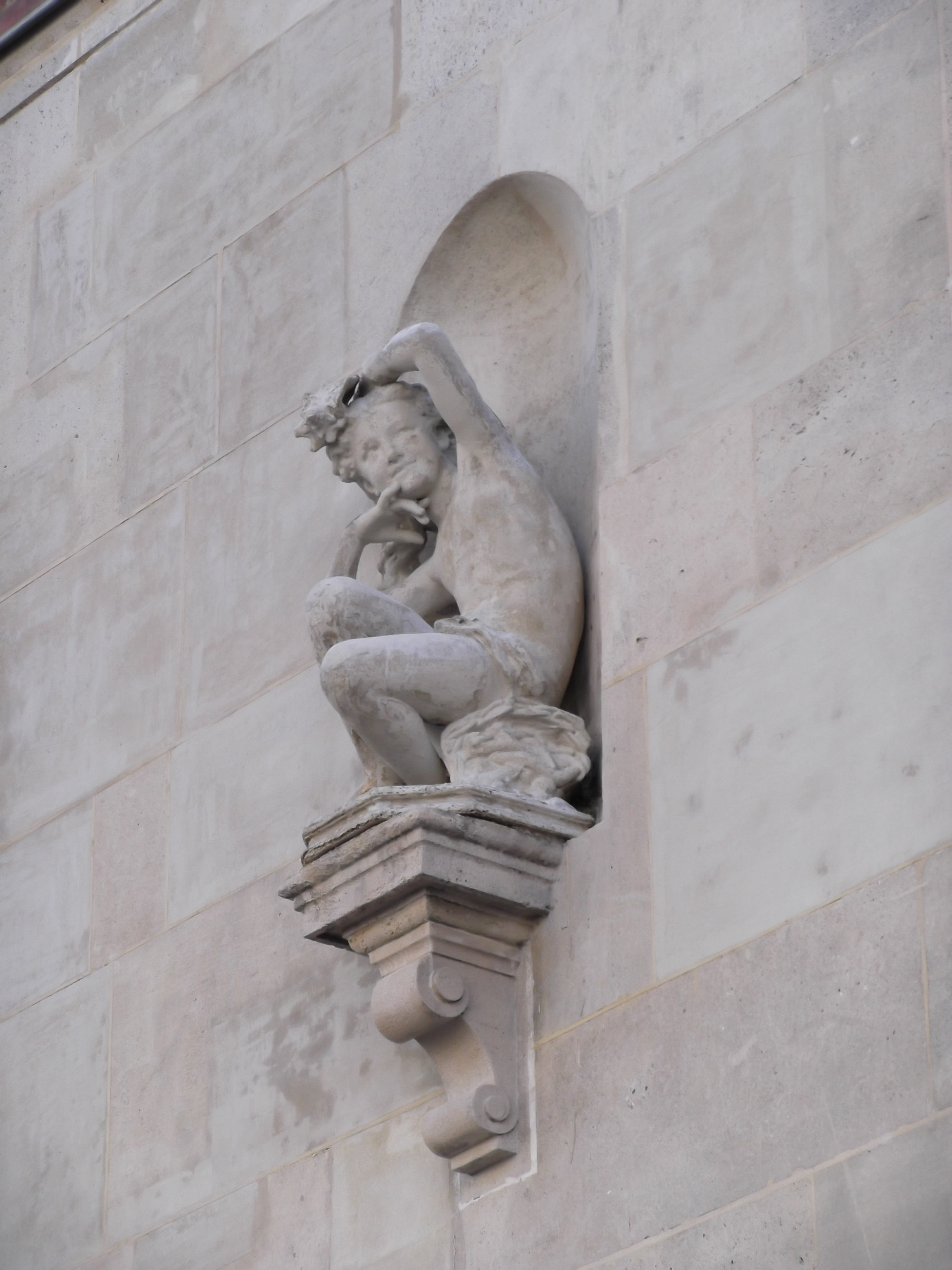
Flore accroupie
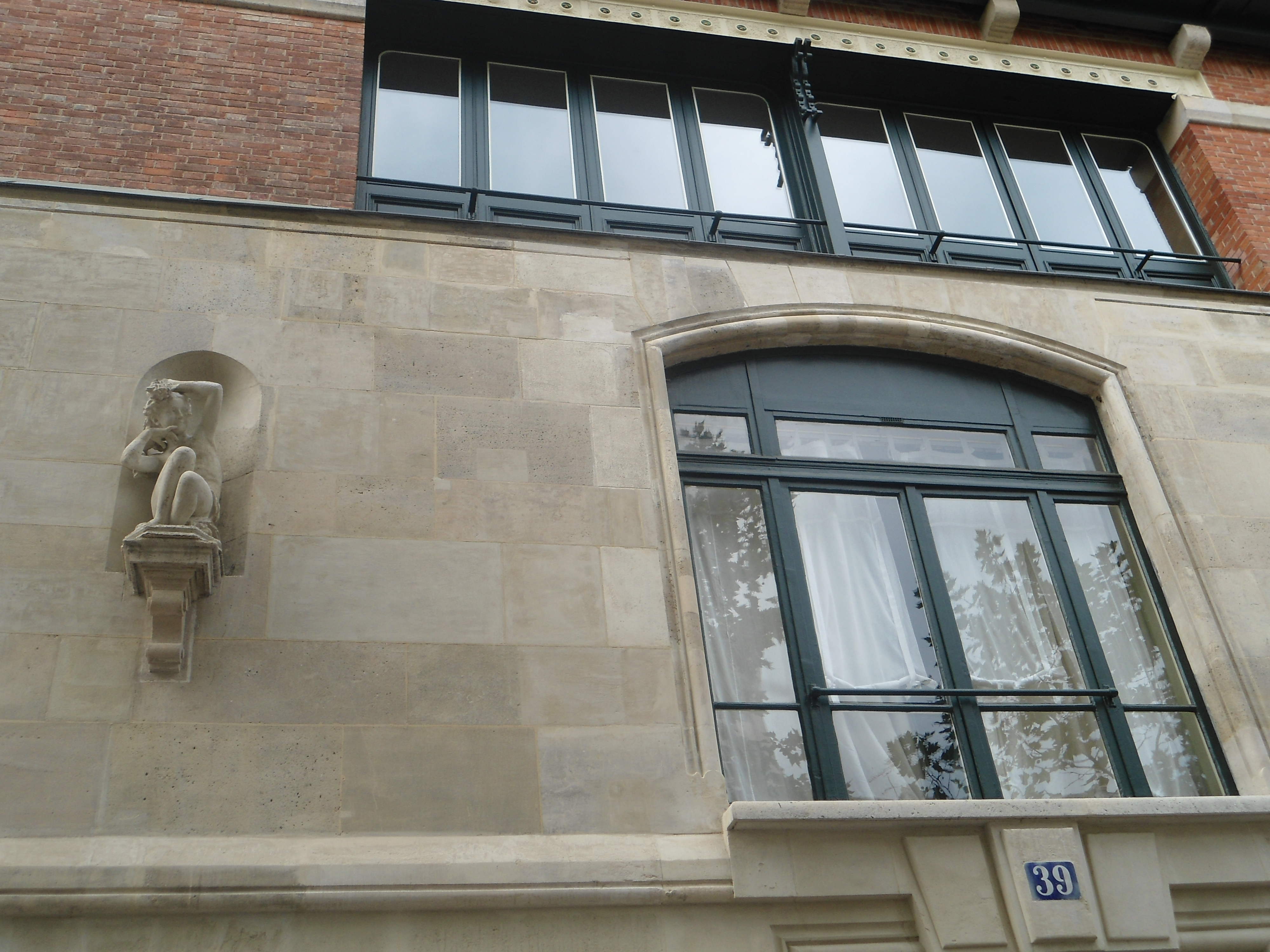
Détail de la façade.
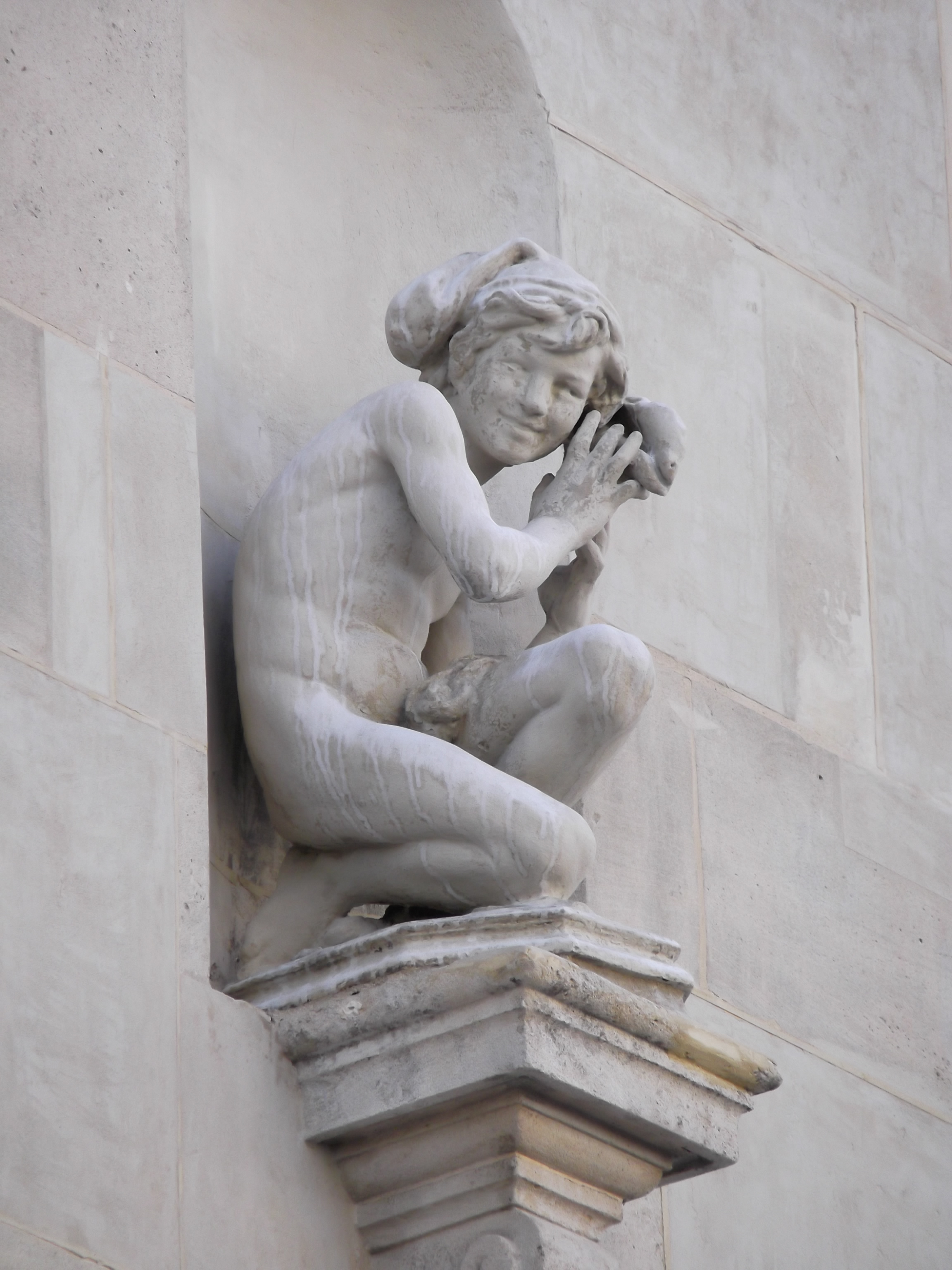
Pêcheur à la coquille